# Paula Kalenberg

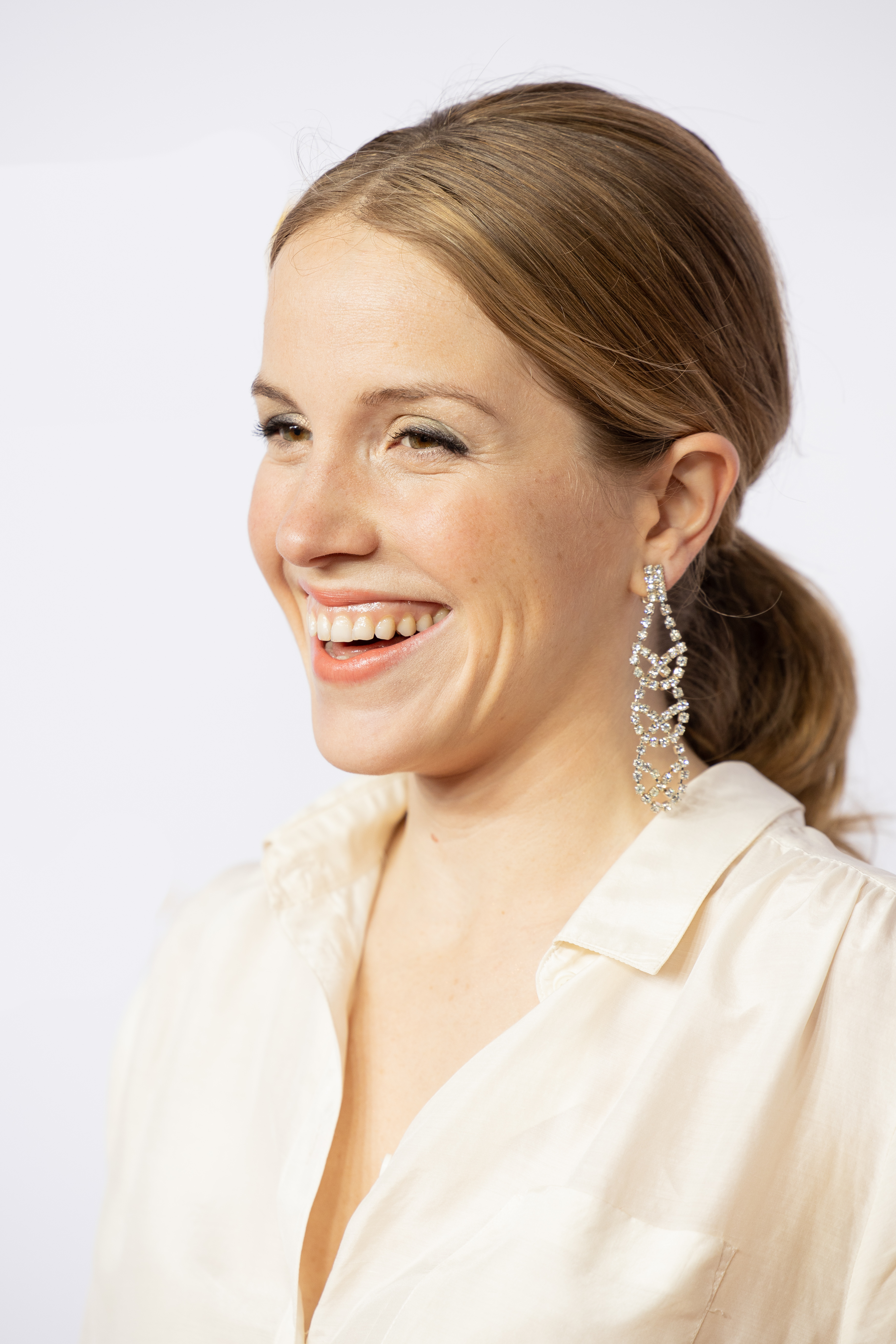
Paula Kalenberg (2020)

Paula Kalenberg (* 9. November 1986 in Dinslaken, Nordrhein-Westfalen) ist eine deutsche Schauspielerin.

## Leben
Kalenberg wuchs in Bielefeld auf und besuchte eine Waldorfschule. Bereits als  Schülerin begann sie ihre Schauspieltätigkeit. Danach absolvierte sie die Ausbildung in einer Schauspielschule. Seit 2001 spielt sie sowohl in Fernsehfilmen und -serien als auch in Kinofilmen. 2003 war sie in einer Hauptrolle in der Tatort-Folge Bermuda zu sehen. 2005 spielte sie in Leander Haußmanns Verfilmung von Kabale und Liebe die Rolle der Luise Miller. Bekannt wurde Kalenberg durch Rollen in den Kinofilmen Die Wolke, Krabat, Jud Süß – Film ohne Gewissen und Systemfehler – Wenn Inge tanzt. Sie war in Fernsehserien wie Wilsberg, Bloch und Heiter bis tödlich: Nordisch herb zu sehen sowie in Xaver Schwarzenbergers ARD-Film Clarissas Geheimnis.
Außerdem erhielt sie den Askania Award, die Lilli-Palmer-&-Curd-Jürgens-Gedächtniskamera sowie den New Faces Award. 2016 war Kalenberg unter anderem in einer Hauptrolle in der Ferdinand-von-Schirach-Verfilmung Der weiße Äthiopier gemeinsam mit Jürgen Vogel, in dem Politthriller Der Fall Barschel sowie im Mehrteiler Das Programm im Fernsehen zu sehen. 2021 verkörperte sie die Rolle der Maria im Netflix-Film Du Sie Er & Wir.
Seit 2007 ist Paula Kalenberg Schirmherrin des Mädchenhauses Bielefeld e. V.

## Filmografie
- 2001: Hanna – wo bist du?
- 2002: Am Ende die Wahrheit
- 2002: Die Sitte – Stiller Schrei
- 2003: Der Puppengräber – nach dem gleichnamigen Roman von Petra Hammesfahr
- 2003: Tatort: Bermuda
- 2004: Die Ärztin
- 2004: Der Stich des Skorpion
- 2005: Durch Liebe erlöst – Das Geheimnis des roten Hauses
- 2005: Kabale und Liebe
- 2006: Die Wolke
- 2007: Was am Ende zählt
- 2008: Vom Atmen unter Wasser
- 2008: Das Duo: Verkauft und verraten
- 2008: Krabat
- 2008: Im Winter ein Jahr
- 2008: Bloch: Die blaue Stunde
- 2008/2009: Rosamunde Pilcher – Die vier Jahreszeiten (vierteilige Miniserie)
- 2009: Vision – Aus dem Leben der Hildegard von Bingen
- 2009: Der Prinz
- 2009: Schläft ein Lied in allen Dingen
- 2009: Soltau (Kurzfilm)
- 2010: Jud Süß – Film ohne Gewissen
- 2011: Countdown – Die Jagd beginnt
- 2011: Adams Ende
- 2011: Wilsberg: Im Namen der Rosi
- 2011: Heiter bis tödlich: Nordisch herb – Alles nur aus Liebe
- 2012: Die Verführerin Adele Spitzeder
- 2012: Clarissas Geheimnis
- 2012: Tatort: Tote Erde
- 2013: Kokowääh 2
- 2013: Systemfehler – Wenn Inge tanzt
- 2013: Jimmy
- 2014: Mit Burnout durch den Wald
- 2014: Ein Sommer in Amsterdam
- 2015: Josephine Klick – Allein unter Cops – Touristen
- 2015: Starfighter – Sie wollten den Himmel erobern
- 2015: MANN/FRAU (Mini-Serie, Folgen 21–40)
- 2015: Route B96 (Kurzfilm)
- 2015: Der weiße Äthiopier
- 2016: Der Fall Barschel
- 2016: Das Programm
- 2016: Anhedonia
- 2016: Eine Sommerliebe zu dritt
- 2018: St. Josef am Berg
- 2018: MANN/FRAU (Mini-Serie, 2. Staffel)
- 2019: Song für Mia
- 2019: Coup
- 2020: Enkel für Anfänger
- 2020, 2024: Letzte Spur Berlin (Folgen 09x01–09x09, 13x03)
- 2021: Nahschuss
- 2021: Du Sie Er & Wir
- 2021: The Mopes – You Drive Me Crazy, Girl
- 2022: Käthe und ich: Verbotene Liebe
- 2022: Wendland: Stiller und die Geister der Vergangenheit
- 2022: Last X-Mas (Miniserie)
- 2024: Zitronenherzen (Fernsehfilm)
- 2025: Morden auf Öd – Ein Insel-Krimi (Fernsehserie)

## Auszeichnungen
- 2006: New Faces Award der Zeitschrift Bunte für ihre Rolle in Die Wolke als beste Nachwuchsschauspielerin
- 2009: Lilli-Palmer-&-Curd-Jürgens-Gedächtniskamera der Hörzu für ihre Rolle in Krabat als beste Nachwuchsschauspielerin
- 2011: Askania Shooting Star Award[6]